# Pierre Loti
Pierre Loti (Rochefort, 14 de janeiro de 1850 — Hendaye, 10 de junho de 1923) foi um escritor e oficial da marinha francês. O seu nome de batismo era Louis Marie Julien Viaud. Foi membro da  Academia Francesa desde 1891. Foi sepultado, com um funeral com honras de estado, na Ilha de Oléron. A sua casa em Rochefort foi transformada num museu.
Uma grande parte da sua obra literária de Loti é autobiográfica e os seus romances foram inspirados  nas suas viagens de marinheiro, como por exemplo ao Taiti para Le Mariage de Loti (Rarahu), de 1882, ao Senegal para Roman d’un spahi, de 1881, ou ao Japão para Madame Chrysanthème (1887). Durante toda a sua vida foi fortemente atraído pela Turquia, onde o fascinava sobretudo a importância dada à sensualidade, principalmente à sensualidade feminina, algo que é ilustrado notavelmente no seu primeiro romance, Aziyadé, de 1879, e na sua sequela de 1892 Fantôme d’Orient.
Pierre Loti explorou igualmente o exotismo regional em algumas das suas obras mais conhecidas, como a Bretanha em Mon frère Yves (1883) ou Pêcheur d'Islande (1886), e o País Basco em Ramuntcho (1897).

## Biografia

### Infância e juventude
Julien Viaud (o futuro Pierre Loti) era o terceiro filho de Nadine Texier-Viaud e de Théodore Viaud, cobrador de impostos municipal no município de Rochefort. A sua família era protestante e praticante. Quando nasceu, a sua irmã Marie tinha 19 anos e o seu irmão Gustave tinha 12 anos. Até aos 10 anos são os pais que lhe ministram a instrução.
Em 1860 entra para o liceu de Rochefort, onde faz todos os seus estudos secundários. De 1862 a 1864 passa parte das féria de verão em casa de um primo em Bretenoux, no departamento de Lot, onde descobre os vestígios do passado no castelo feudal de Castelnau. É de Bretenoux que escreve no verão de 1863 ao seu irmão Gustave, médico da Marinha, transmitindo-lhe a sua determinação de se tornar um oficial da Marinha. As suas memórias desses tempos são evocadas nas suas últimas obras: Le Roman d'un enfant, Prime jeunesse e Journal intime.
Deixou Rochefort para ir viver para a casa em Saint-Porchaire onde vivia a sua irmão Marie Bon, desenhadora e pintora amadora de talento e esposa do precetor da comuna. Como não gostava do nome do seu cunhado, este aparece com o nome Fontbruant nas suas obras. Perto de Saint-Porchaire situa-se a propriedade "La Roche-Courbon", e o seu "Castelo da Bela Adormecida", que dá título a um dos seus livros. O jovem Loti fica maravilhado com o castelo, então desabitado, a sua floresta e as suas célebres grutas, onde descobriria o prazer carnal nos braços de uma jovem boémia.
A 10 de março de 1865 o seu irmão Gustave morre no Estreito de Malaca. Em outubro desse ano entra na classe preparatória do Liceu Napoleão (atual Liceu Henrique IV) de Paris. Em setembro de 1867 figura na lista de candidatos à École navale publicada pelo jornal Le Moniteur Universel.

### Carreira na Marinha
Em outubro de 1867 entra na Escola Naval de Brest e passe o primeiro ano a bordo do Borda. No fim de 1869, conhece Argel a bordo do Jean-Bart e depois a América do Sul. Em 1870, ano da morte do seu pai, embarca como aspirante de primeira classe e participa na Guerra franco-prussiana a bordo da corveta Decrès. Serve depois numa campanha na América do Sul a bordo do Vaudreuil.

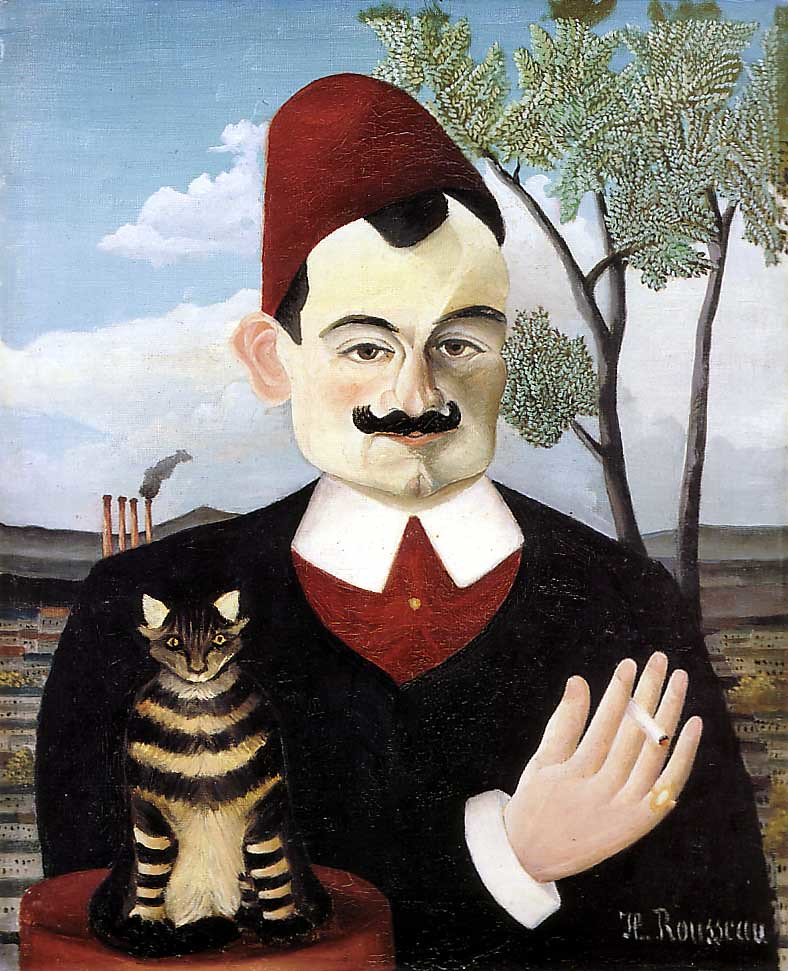
Retrato de Pierre Loti em 1891 por Henri Rousseau

No final do ano de 1871 embarca em Valparaíso no navio-almirante La Flore rumo ao Taiti. Nessa viagem faz escala na Ilha de Páscoa. Desembarcado no Taiti, a rainha Pomare IV dá-lhe o sobrenome Loti, o nome de uma flor tropical. Devido à sua qualidade de oficial da marinha, só usaria aquele nome como pseudónimo a partir de 1876. Durante a estadia no Taiti, escreve o seu primeiro romance, Le Mariage de Loti, obra que seriviu de base ao libreto da ópera L'Île du rêve, uma das primeiras de Reynaldo Hahn, estreada na Opéra-Comique de Paris em 1898.
No final de 1872 regressa a França com o La Flore com a patente de enseigne de vaisseau (equivalente a subtenente ou segundo-tenente). Em julho de 1873 serve no Pétrel percorrendo as costas da África Ocidental francesa. No início de 1874 é destacado para o aviso Espadon a bordo do qual volta a França em agosto de 1874. A seu pedido, passe o último trimestre desse ano e o primeiro trimestre de 1875 na escola de ginástica de Joinville. Na primavera de 1875 é nomeado para o cruzador Couronne.
Em 1877, durante uma estadia na Turquia, conhece Hatice (pronúncia: Hatidjê), uma bela e taciturna odalisca de olhas verdes com quem viverá uma grande paixão. Hatice era uma jovem circassiana que pertencia ao Harém de um dignitário otomano. Antes da partida de Loti, Hatice confecciona um colar com as suas próprias joias e oferece-o ao seu amante. Com base no seu diário, Loti escreve o romance Aziyadé, onde altera certos detalhes; o livro termina com a morte dos dois amantes. Mais tarde, quando consegue voltar a Constantinopla, Loti procura a sua amada, mas descobre que ela tinha morrido devido à sua tristeza e ao ostracismo provocado pelo seu adultério. Em 1892, escreve Fantôme d'Orient com base no diário dessa segunda estadia, que dedica a Hatice.
Segundo a sua biógrafa Lesley Blanch, as joias de Aziyadé foram transformadas num anel, com o nome dela gravado no interior em escrita otomana. Esse anel foi usado por Loti até ao último dia de sua vida  e está atualmente num cofre de um banco, juntamente com as suas condecorações e objetos de valor.
Certos críticos (como Roland Barthes) referem a possível homossexualidade de Pierre Loti,[carece de fontes?] explicando que a personagem de Aziyadé seria na realidade um jovem, à semelhança das descrições das jovens de Marcel Proust que na realidade eram homens camuflados por pseudónimos femininos. Em todo o caso, Loti procurava, através das mulheres exóticas, uma certa pureza primitiva capaz de regenerar o mundo ocidental. A sua biógrafa Lesley Blanch nega esse facto, pois ela era esposa de um turco, que mandou construir um túmulo para ela. Esse túmulo pode ser visitado ainda hoje.
Em 1881 é promovido a lieutenant de vaisseau (tenente) e publica o seu primeiro romance com o pseudónimo Pierre Loti, Le Roman d’un spahi. em 1883 embarca no Atalante para participar na campanha do Tonkin da Guerra Sino-Francesa e escreve uma narração pormenorizada da tomada de Hué na obra Trois Journées de guerre en Annam, a qual é publicada pelo Le Figaro. Loti é então posto na disponibilidade pelo governo de Jules Ferry, que o criticam por denunciar a ferocidade e crueldade dos soldados franceses. A 28 de abril Julien Viaud embarca no Château-Yquem rumo às Ilhas Pescadores, de onde sairia a 5 de julho.

### Vida pessoal
A 9 de julho de 1885 Loti encontra-se em Nagasáqui e aí desposa uma jovem japonesa de 18 anos chamada Okané-San. O casamento é oficializado mediante um contrato de um mês renovável arranjado por um agente com o assentimento dos pais da noiva e registado na polícia local. Dura apenas o tempo da estadia de Pierre Loti no Japão. Esta prática curiosa de casamentos temporários, dispendiosa para os estrangeiros, era então corrente no Japão, permitia à esposa voltar a casar com um japonês. A alcunha da jovem japonesa, Kikou-San (Senhora Crisântemo), deu título ao romance Madame Chrysanthème de 1887.
Pierre Loti abandonou Nagasáqui a 12 de agosto de 1885 e a 7 de dezembro regressa a França a bordo do Triomphante. Em 1886 é publicado o segundo grande sucesso de Loti, Pêcheur d'Islande.
A 21 de outubro de 1886 casa-se com Jeanne Amélie Blanche Franc de Ferrière, duma família notável de Bordéus. Em 1887 Jeanne dá à luz um menino nado-morto e fica parcialmente surda devido a um forte acesso de febre. A 17 de março de 1889 nasce o único filho legítimo de Pierre Loti, Samuel Loti-Viaud, conhecido como Sam Viaud.
A 21 de maio de 1891, com 42 anos, é eleito membro da Academia Francesa, onde fica com a cadeira 13, anteriormente pertencente a Octave Feuillet. A votação teve seis voltas e Émile Zola saiu derrotado por 18 votos contra 35. Loti foi dispensado das visitas à Academia devido aos seus deveres militares; foi recebido por Alfred Mézières a 7 de abril de 1892.
Em 1894 conhece Juana Josepha Cruz Gainza, dita Crucita, uma jovem de origem basca, em Hendaye, onde arrenda uma casa chamada "Bachar-Etchea" (casa solitária). Crucita nunca chega a habitar essa casa, pois é levada por Loti para Rochefort, instalando-se numa casa dos subúrbios. Crucita tem quatro filhos com Loti:
- Raymond Gainza, nascido na noite de 29 para 30 de junho de 1895 e morto em 1926, dito Ramuntcho, que se casa com com Denise Marie Zélia Boulleau em 1921.
- Alphonse Lucien Gainza (13 de dezembro de 1897  —  1927), que casa com Jeanne Georgette Barets em 1924.
- Charles Fernand Gainza (20 de janeiro de 1900 — 15 de fevereiro de 1901), dito Léo.
- André Gainza, nado-morto em 30 de novembro de 1920.

Nota: em "Pierre Loti - uma biografia", Lesley Blanch, que entrevistou pessoas da família, cita apenas 3 filhos de Loti com Juana Gainza: o que morreu com um ano, Edmond e Raymond. Ele fez questão de tirar uma foto com os filhos: esses dois e Samuel, o filho legítimo. Essa foto está publicada no livro mencionado.
Em 1896 morre a mãe de Pierre Loti, Nadine Texier-Viaud.
Em abril de 1899, compra de volta a velha mansão da sua família na Ilha de Oléron, que batiza de "Casa das Antepassadas" (Maison des Aïeules) em honra às suas tias. Segundo o próprio Loti, a compra da casa foi motivada «tanto pelas recordações de infância como por todo o simbolismo ligado ao passado protestante da família e às perseguições religiosas de que foram vítimas alguns dos seus membros no século XVIII». 25 anos depois viria a ser sepultado no jardim dessa casa, com a simplicidade tradicional dos funerais protestantes.
A casa burguesa de 1739 tornou-se um lugar literário por servir de cenário pintado da sua peça Judith Renaudin, estreada em 1899 no teatro Teatro Antoine de Paris e por ser citada frequentemente nas suas obras.

| “ | Nesse tempo na paz burguesa da velha habitação (...), tinha por antecipação a indestrutível intuição do que me reservava a vida: heróis de romance cujo nome faria sonhar as mulheres de todos os países | ” |
|   | — Diário de Pierre Loti. |   |

### Fim da vida
Entre 1900 e 1902, é aposentado da Marinha, sendo posteriormente reintegrado depois de apelar ao Conselho de Estado. É enviado para a Ásia, onde escreve Les Derniers Jours de Pékin (1902) e L’Inde sans les Anglais (1903). Nesse ano volta novamente a Constantinopla, onde permanece 20 meses, a «cidade única no mundo, carregada de Oriente». Aí prepara o romance Vers Ispahan, publicado em 1904.
No mesmo ano volta a Constantinopla e apoia a candidatura à Academia Francesa do historiador modernista Louis Duchesne, que é eleito para a cadeira 36. Em 1913, de volta a Constantinopla, luta contra o desmantelamento do Império Otomano desejado pelas potências ocidentais e publica La Turquie agonisante. Por essa altura, colabora na revista de teatro, literária e musical La Bonne Chanson, dirigida por Théodore Botrel.
Conta-se que, tendo escrito a alguém mencionando o seu grau de capitão de navio (em francês: vaisseau), recebeu em resposta um carta com o seguinte destinatário: «à Monsieur Pierre Loto, capitaine de vessie» (lit: "para o Senhor Pierre Lotaria, capitão de bexiga").
A partir de 1905, alerta o secretário de estado das Belas Artes e a opinião pública, entre outros num artigo do Figaro de 21 de outubro de 1908, sobre a venda iminente da propriedade de La Roche-Courbon, à qual estava ligado pelas suas recordações de juventude, e para o provável desaparecimento da floresta muito antiga que a rodeia, pois pretendia-se usá-la para fabricar carvão vegetal. Os seus apelos só são atendidos em 1920, três anos antes da sua morte, pelo industrial de Rochefort Paul Chénereau (1869-1967), que adquire a propriedade com a ajuda do seu pai e do seu irmão, e empreende a restauração do castelo, mobila-o com peças antigas e confia ao paisagista Paul Duprat, discípulo do célebre Henri Duchêne, a construção de novos jardins "à francesa". Estes foram inspirados num quadro de Jan Hackaert (século XVII) encontrado no celeiro de uma propriedade próxima. A La Roche-Courbon tornou-se uma das principais atrações turísticas da região.
Afetado por uma hemiplegia em 1921, morre a 10 de junho de 1923 em Hendaye e após as honras funerárias de estado é sepultado no jardim da sua "Casa das Antepassadas" em Saint-Pierre-d'Oléron. A pedido dos seus descendentes, esta casa que conserva uma parte das coleções familiares, pinturas e objetos, foi classificada como monumento histórico a 3 de outubro de 2006.
Alguns fragmentos do seu diário (Journal) relativos ao período entre 1867 e 1878, preparados quando ainda era vivo com a colaboração do seu filho Samuel, foram publicados com o título Un jeune officier pauvre pela editora Calmann-Lévy em 1923, que em 1925 e 1928 publicaria outros dois tomos (1878-1881) e (1882-1885) do diário íntimo, igualmente editados pelo seu filho.
Loti tomou precauções para que essa parte essencial de si próprio fosse preservada de curiosidades maldosas:
| “ | Léo mostrar-te-â onde está guardado o diário da minha vida. No caso de algo se passar comigo, confio-to a ti, mas leva-o quanto antes desta casa. | ” |
|   | — Pierre Loti, carta à sua sobrinha Ninette, março de 1889.                                                                                       |   || “ | ...escrevi no meu testamento que desejaria que ele não fosse aberto enquanto não passassem trinta anos após a minha morte, o que quer dizer que tu lhe deverás tocar sem o leres. (...) Dei instruções especiais a Samuel e aos meus amigos Senhor e amiga Senhora Louis Barthou sobre o meu diário íntimo da minha vida. | ” |
|   | — Carta à sua esposa, c. de 1906?.. |   |
Alguns elementos foram perdidos, por terem sido doados ou emprestados e não terem sido devolvidos. Loti reviu o diário em 1919, suprimindo ou tornando ilegíveis certas passagens, como as acerca do seu filho ou da sua enteada.
Pierre Loti foi agraciado com a grande cruz da Legião de Honra. Em Papeete, no Taiti, existe um monumento em sua autoria executado pelo escultor Philippe Besnard.

## Testemunhos de contemporâneos
- Cerca de 1890, numa receção dos Boutelleau em Barbezieux (Carântono):

| “ | Um dia ele levou-se à estação para esperar Pierre Loti, que vinha a um baile; avistámo-lo num compartimento de 2ª classe conversando com os seus vizinhos, pois ele amava o povo. À noite, ele não falou com ninguém, e manteve-se em pé debaixo duma palmeira do salão, enchendo de ar o peito coberto de medalhas. No dia seguinte de manhã, ele desapareceu de madrugada e demos e deparámos com violetas espalhadas sobre a cama onde tinha dormido. | ” |
|   | — Jacques Chardonne, L'Amour du prochain, Grasset, 1932, pp. 91-92. |   |
- Em julho de 1913, aquando de um almoço com a princesa Alice do Mónaco, no castelo de Haut-Buisson (Sarthe)

| “ | Loti estava fardado de rosa e usava saltos altos para parecer mais alto. Na sua estranha face uziam uns olhos admiráveis de cor de água marinha, duma profundidade misteriosa velada de inquietude, Este olhar distante, como que perdio num sonho, era perturbador. Falava pouco, mas quando narrava qualquer coisa, fazia-o com poesia colorida, inimitável que recordava os seus livros prestigiados cujo charme pertence à eternidade. | ” |
|   | — Gabriel-Louis Pringué, 30 ans de dîners en ville, ed. Revue Adam, 1948, pp. 136. |   |
- Cerca de 1920, tem uma audiência com o "Pai-a-Vitória" (Clemenceau). Este tinha-se recusado a recebê-lo quando o escritor estava no zénite da sua glória, mas durante a guerra de 1914-18 Loti «tinha empunhado o tambor e o olifante, apelado às armas, glorificando os barbudos[e] e elogiado Clemenceau, a quem escrevia rios de cartas», pelo que Clemenceau quis recebê-lo durante as suas férias estivais em Saint-Vincent-sur-Jard. Loti foi pedir a Legião de Honra para um seu tio-avô, antigo cavaleiro ferido em Reichshoffen. "O Tigre" (outra alcunha de Clemenceau) que segundo ele próprio, não gostava dos "tatas", tratou-o com a ironia mordaz que lhe era habitual... O seu criado de quarto, Albert Boulin, descreveu assim o ilustre visitante:

| “ | Um pequeno homem negro e branco em uma peliça e capacete de automobilista (...) despiu o seu dólmã e deixou à mostra uma camisola muito justa muito decorada (...) Eu imaginava um marinheiro alto e não este pequeno homem fardado, empoado, frisado, de lábios pintados e de orelhas furadas com anéis de ouro, com um perfume violento de patchouli, benjoim e pó de arroz. As pálpebras estavam pintadas com kohl (...) este velho senhor vestido como uma cocotte (...) de sorriso ambíguo. Apesar do seu disfarce, emanava dele, à parte do vetiver, um charme indefinível. | ” |
|   | — Gilbert Prouteau, Le Dernier Défi de Georges Clemenceau, ed. France-Empire, 1979, pp.45-47. |   |
- Chardonne, numa emissão de 3 de maio de 1966, disse sobre ele aquilo que pode resumir a sua existência:

| “ | Ele não estava à vontade, nem na vida, nem na glória. | ” |

## Pierre Loti e a homossexualidade
A homossexualidade era uma das preocupações de Loti. Ele mesmo teria experimentado uma viva afeição por um dos seus camaradas da Escola Naval, o que teria provocado grande irritação ao seu pai. Os irmãos Goncourt evocam Loti dizendo dele: «Este autor, cujo amante, no seu primeiro romance (Aziyadé), é um senhor...». Louis Godbout dá outros exemplos. No livro Mon frère Yves Pierre Loti descreve a amizade pura entre Yves Kermadec e o oficial, mas evoca as práticas homossexuais de personagens secundários. Isso não passava despercebido à imprensa da época. Um jornal satírico, Le Rire, publicou um desenho que mostrava uma senhora do mundo: «Vós vindes jantar, não é? Nós temos Loti e o seu novo irmão Yves?» Analisando o Journal intime, Nicolas Bauche sublinha «um desejo de esconder as suas amizades masculinas com Joseph Bernard e Pierre Le Cor, em benefício de páginas sobre uma heterossexualidade franca».
Quando Alexandre Dumas, filho defendeu na Academia os títulos literários de Loti, o velho Ernest Legouvé observou que ele não tinha boa reputação e após ter hesitado, acrescentou que ele gostava de homens. «Vamos primeiro chamá-lo, respondeu Dumas, depois veremos». Paul Bourget não acreditava que a má reputação de Loti fosse justificada: «Alguns espíritos refinados convivem com os espíritos mais simples, daí a propensão de Loti para os marinheiros» Ele assegurava que Loti se irritava por envelhecer e como qualquer um o felicitava de ser jovem (...), Loti dizia-lhe "Vai ver que de manhã eu estou muito melhor"».

## Obras literárias
Cada um dos seus romances corresponde a um país diferente e é um estudo sobre esse país. Ele mergulha na cultura de onde viaja, tem uma visão da alteridade que não é intelectual mas sensível (de sensações experimentadas). Segundo ele, não há mais nada a fazer na nossa terra; é por isso que parte para o estrangeiro para encontrar com o que se exaltar (visão niilista do mundo).
O seu maior fascínio era para com o Império Otomano, onde a tolerância se confundia com a sensualidade. As mulheres são a passagem obrigatória para conhecer  outra civilização. Pierre Loti procura o exotismo através das mulheres. Ele busca uma certa pureza no contacto com as mulheres estrangeiras (mito duma pureza primitiva que deve regenerar o mundo ocidental). O exotismo de Loti não é um diálogo como o outro: em vez disso, ele funde-se com o outro, por isso não se trata de tolerância.[carece de fontes?]
- 1879 — Aziyadé, testemunha a sua paixão e uma bela história de amor; com este livro Pierre Loti conseguiu voltar a opinião pública ocidental a favor dos turcos.
- 1880 — Rarahu
- 1881 — Le Roman d'un spahi, situado no Senegal, foi primeiro romance assinado com o pseudónimo Pierre Loti.
- 1882 — Le Mariage de Loti (Rarahu). Fleurs d'ennui. Pasquala Ivanovitch, escrito em 1872, este romance foi um grande sucesso.
- 1883 — Trois journées de guerre en Annam
- 1883 — Mon frère Yves
- 1884 — Les Trois Dames de la Kasbah
- 1886 — Pêcheur d'Islande, onde é descrita a vida dos pescadores bretões; foi um grande sucesso e obtém o prémio Vitet.
- 1887 — Madame Chrysanthème, um grande sucesso; Propos de 'exil
- 1889 — Japoneries d'automne
- 1890 — Au Maroc e Le Roman d'un enfant, texto autobiográfico onde o autor conta a sua infância.
- 1891 — Le Livre de la pitié et de la mort, um livro que foi objeto de um estudo por Anatole France publicado no jornal L'Univers illustré a 8 de agosto de 1891.
- 1892 — Fantôme d’Orient, continuação de Aziyadé e última homenagem ao fantasme que não cessou de assombrar o seu coração.
- 1893 — L'Exilée e Le Matelot
- 1894 — Le Désert. Jérusalem e La Galilée
- 1897 — Ramuntcho, passado no País Basco; Figures et choses qui passaient
- 1898 — Judith Renaudin
- 1899 — Reflets de la sombre route
- 1902 — Les Derniers Jours de Pékin
- 1903 — L'Inde sans les Anglais
- 1904 — Vers Ispahan
- 1904 — Tradução em conjunto com Emile Vedel do Rei Lear de William Shakespeare
- 1905 — La Troisième Jeunesse de Madame Prune
- 1906 — Les Désenchantées, outro grande sucesso
- 1907 — Vies de deux chattes
- 1909 — La Mort de Philæ
- 1910 — Le Château de la Belle au Bois dormant
- 1912 — Un Pèlerin d'Angkor
- 1913 — La Turquie agonisante
- 1916 — La Hyène enragée
- 1917 — Quelques aspects du vertige mondial
- 1918 — L'Horreur allemande e Les Massacres d'Arménie
- 1920 — La Mort de notre chère France en Orient, onde exprime a sua incompreensão e reprovação face ao desmantelamento do Império Otomano.
- 1921 — Suprêmes visions d'Orient
- 1923 — Un jeune officier pauvre
- 1924 — Lettres à Juliette Adam

Póstumas
- 1925 — Journal intime, 1878-1881, primeira parte
- 1929 — Journal intime, 1882-1885, segunda parte, e Correspondance inédite, 1865-1904
- 1930 — Un pèlerin d'Angkor, com ilustrações  de F. de Marliave
- n.d. — Cette éternelle nostalgie, journal intime, 1878-1911, La Table Ronde, Paris, 1997
- n.d. — Soldats bleus, journal intime, 1914-1918, La Table Ronde, Paris, 1997
- n.d. — Correspondance théâtrale inédite avec André Antoine, apresentado por Guy Dugas, ed. W. Théry, Alluyes, 2000
- n.d. — Journal intime 1868-1878, Tome I, ed. Alain Quella-Villéger, Bruno Vercier, Les Indes savantes, Paris, 2006
- n.d. — Journal intime 1879-1886, tome II, ed. Alain Quella-Villéger, Bruno Vercier, les Indes savantes, Paris, 2008

## Prémio Pierre Loti
O prémio Pierre Loti foi criado em 2007 e todos os anos recompensa a melhor história de viagem publicada no ano precedente. Os laureados foram:[carece de fontes?]
- 2007 — Philippe Sauve, Siberia, 3 800 kilomètres en canoë du lac Baïkal à l'océan Arctique, Presses de la Renaissance, 2006.
- 2008 — Bruno Paulet, Mémoires des sables: en Haute-Asie sur la piste oubliée d'Ella Maillart et Peter Fleming, Éditions Olizane, 2007.
- 2009 — Nicole Bouyala, Cargo solo, éditions Pimientos, 2008
- 2010 — Ludovic Hubler, Le Monde en stop, cinq années à l'école de la vie, Éditions Géorama, 2009.